# George Sluizer

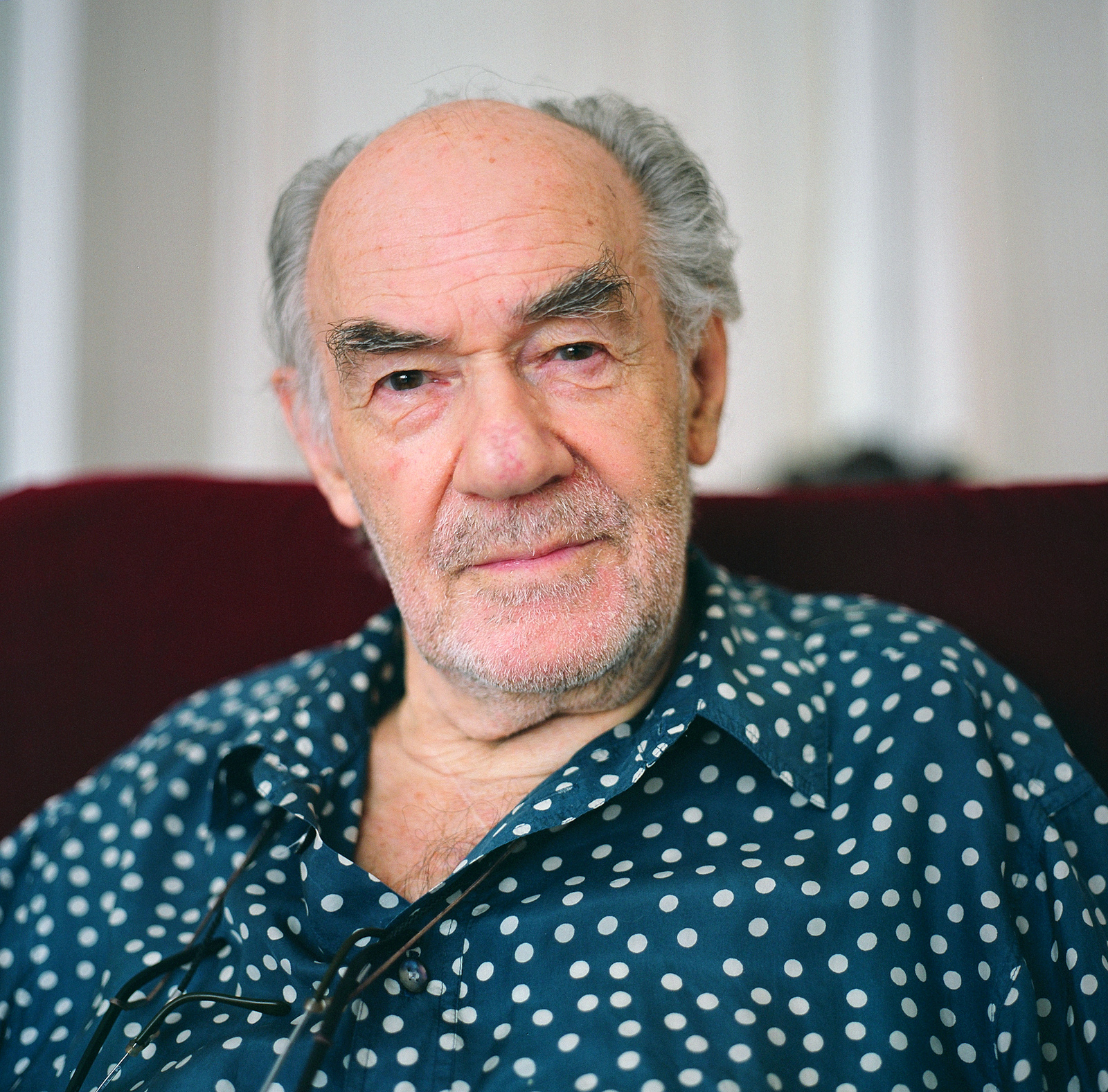
George Sluizer (2012)

George Sluizer (* 25. Juni 1932 in Paris; † 20. September 2014 in Amsterdam) war ein in Frankreich geborener niederländischer Filmregisseur.

## Karriere
Sluizer studierte an der Filmhochschule in Paris von 1954 bis 1956. Erste Erfahrungen sammelte er als Regieassistent von Michael Anderson und Bert Haanstra. Für Anderson arbeitete er 1956 bei dessen Erfolgsfilm In 80 Tagen um die Welt. Sein erster Film war der 29-minütige Kurzfilm Land aus Menschenhand, für den er einen Silbernen Bären als Spezialpreis auf der Berlinale 1961 erhielt. Sluizer drehte zunächst ausschließlich Dokumentarfilme fürs Fernsehen. 1972 gab er sein Spielfilmdebüt mit der niederländisch-brasilianischen Co-Produktion Joao und das Messer. Diesen Film stellte er auf der Berlinale 1972 im Wettbewerb vor. 
Seinen größten Erfolg landete er mit dem Thriller Spurlos verschwunden, mit dem der niederländischen Schauspielerin Johanna ter Steege der internationale Durchbruch gelang. Sluizer hatte zu diesem Film auch das Drehbuch nach einem Roman von Tim Krabbé geschrieben, das er dann 1993 unter dem Titel Spurlos für Hollywood mit Jeff Bridges, Kiefer Sutherland, Nancy Travis und Sandra Bullock noch einmal verfilmte.
1993 drehte er mit Dark Blood den letzten Film, in dem River Phoenix eine Rolle hatte. Dieser starb jedoch, bevor die Dreharbeiten beendet waren. Sluizer stellte den Film 2012 fertig; die Premiere erfolgte am 27. September 2012  auf dem Niederländischen Filmfestival. In Deutschland wurde der Film unter anderem auch auf der Berlinale 2013 gezeigt.
Mit den Filmen Utz und Der Commissioner war er erneut im Wettbewerb der Berlinale 1992 und der Berlinale 1998 zu sehen. Im Jahr 2002 verfilmte er den Roman Das steinerne Floß des Nobelpreisträgers José Saramago.
1983 gewann er den Fachpreis des Goldenen Kalbs.
Nach der Uraufführung seines Thrillers Dark Blood zog sich Sluizer aus dem Filmgeschäft zurück. Er starb im September 2014 im Alter von 82 Jahren in Amsterdam.

## Filmografie
- 1961: Land aus Menschenhand (De lage landen) (Kurzfilm)
- 1967–1969: National Geographic Specials (TV-Serie, 3 Folgen)
- 1971: Rock Fieber (Stamping Ground) (Dokumentarfilm, Ko-Regie)
- 1972: Joao und das Messer (João en het mes)
- 1979: Liebe ohne Skrupel (Twee Vrouwen/Twice a Woman)
- 1985: Red Desert Penitentiary
- 1988: Spurlos verschwunden (Spoorloos)
- 1992: Utz
- 1993: Spurlos (The Vanishing)
- 1996: Crime Time (Crimetime)
- 1996: Mortinho por Chegar a Casa (Ko-Regie)
- 1998: Der Commissioner (The Commissioner)
- 2002: La balsa de piedra
- 2012: Dark Blood